# گرانووکو
گرانووکو (به لهستانی:  Granówko) یک روستا در لهستان است که در گمینا گرانووو واقع شده‌است.